# الاسم المستعار غريس (رواية)
الاسم المستعار غريس (بالإنجليزية: Alias Grace)‏ هي رواية تاريخية خيالية للكاتبة الكندية مارغريت آتوود، نشرت عام 1996، عن دار نشر ماكليلاند آند ستيورات في كندا وبلومزبري في المملكة المتحدة.
فازت بجائزة جيلر الكندية، وأدرجت في القائمة القصيرة لجائزة البوكر الأدبية.
تُرجمت إلى العربية تحت عنوان «المدعوة غريس» بواسطة مجموعة كلمات.